# Else
Else er et pigenavn, der er en nordisk kortform af Elisabeth. Navnet forekommer også i formerne Elsa og Elsie, og i Danmark bærer næsten 28.000 et af disse navne ifølge Danmarks Statistik.

## Kendte personer med navnet
- Else Alfelt, dansk maler.
- Else Winther Andersen, dansk folketingsmedlem og minister.
- Elsa Beskow, svensk forfatter og maler.
- Else Brems, dansk mezzosopran.
- Elsa Brändström, svensk sygeplejerske og humanist.
- Else Colber, dansk skuespiller.
- Else Faber, dansk forfatter.
- Else Fischer, dansk forfatter og journalist.
- Else Frölich, dansk skuespiller.
- Elsa Gress, dansk forfatter.
- Else Hammerich, dansk lærer og EU-parlamentariker.
- Else Marie Hansen, dansk skuespiller og sanger (kendt som Else Marie).
- Else Hvidhøj, dansk skuespiller.
- Else Højgaard, dansk skuespiller.
- Else Jarlbak, dansk skuespiller.
- Else Kornerup, dansk skuespiller.
- Elsa Kourani, dansk skuespiller.
- Else-Marthe Sørlie Lybekk, tidligere norsk håndboldspiller
- Else Moltke, dansk forfatter.
- Elsa Morante, italiensk forfatter.
- Else Marie Pade, dansk komponist.
- Else Petersen, dansk skuespiller.
- Elsa Sigfuss, islandsk/dansk sanger.
- Else Skouboe, dansk skuespiller.
- Else Zeuthen, dansk politiker og kvindesagsforkæmper.

## Navnet anvendt i fiktion
- Elsa er en figur i operaen Lohengrin af Richard Wagner.
- Stuepigen Elsie er en af hovedpersonerne i Robert Altmans film Gosford Park.